# جيري دالريمبل
جيري دالريمبل (بالإنجليزية: Jerry Dalrymple)‏ هو مدرب كرة سلة أمريكي، ولد في 6 أغسطس 1906 في روستون في الولايات المتحدة، وتوفي في 25 سبتمبر 1962.